# トゥルカナ湖

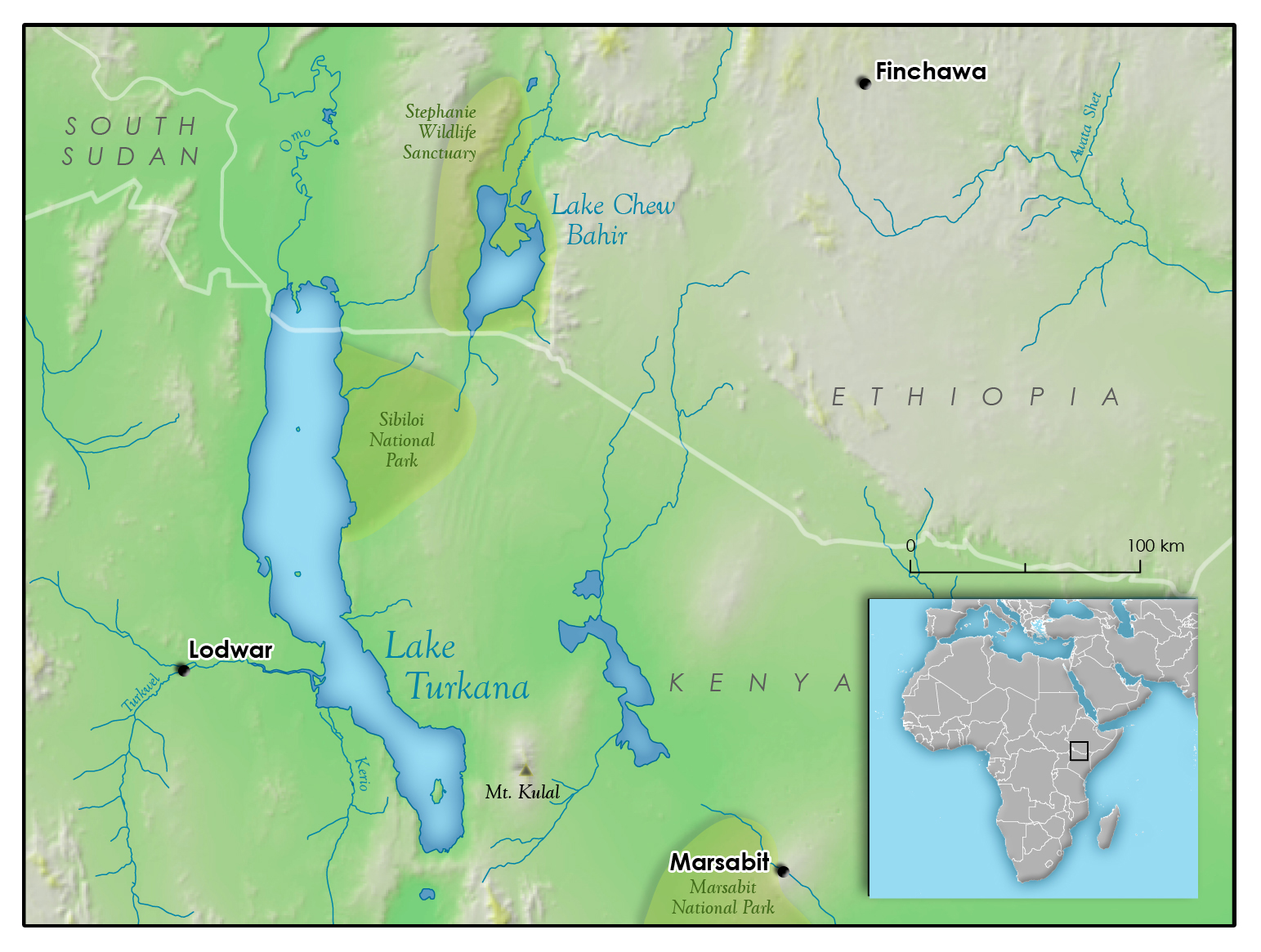
トゥルカナ湖周辺図

トゥルカナ湖 (Lake Turkana) またはルドルフ湖 (Lake Rudolf) は、アフリカ大陸の大地溝帯にある塩湖である。大部分はケニア国内にあり、北部がエチオピアに属している。面積は6405km2で、日本の琵琶湖の約10倍あり、砂漠にある湖としては最大であり、アルカリ性の湖としても世界最大である。

## 地理・地形
湖の周りは暑く乾燥した地域であり、火山岩が多く存在している。中央の島は活火山である。陸地の気温の変化に比べて水温の変化はゆっくりしているため、湖の周りでは強い風が吹くこともある。
オモ川など3本の川がトゥルカナ湖には注いでいるが、トゥルカナ湖から流れ出す川はなく、水の減少要因は蒸発のみである。それにもかかわらず、1975年から1993年の間に水位が10m下がっている。さらにオモ川のエチオピア領には大型ダムの建設が進められており、将来的に水利用が進むとアラル海のように消失の危機に直面する可能性がある。
この湖は1888年にオーストリア＝ハンガリー帝国の探検家テレキ・サミュエルとルートヴィヒ・フォン・ヘーネル海軍中尉によって発見された。彼らは皇太子ルドルフの名にちなんでこの湖をルドルフ湖と名付けた。1975年に周辺、主に西岸に居住するトゥルカナ族 (Turkana) の名前を取りトゥルカナ湖に改称されている。
ケニアの首都ナイロビにあるジョモ・ケニヤッタ国際空港から湖畔のロヤンガラニまでは車で約21時間かかる離れた場所にあるため、ここを訪れる観光客は少ない。現地にはガブラ族（Gabbra）、レンディーレ族（Rendille）、トゥルカナ族の3部族が多く生活している。トゥルカナ族はこの湖を"anam Ka'alakol"（「多くの魚」の意味）と呼ぶ。Ka'alakolは湖岸にある町の1つであるカロコル (Kalokol) の語源となっている。

## 生態系

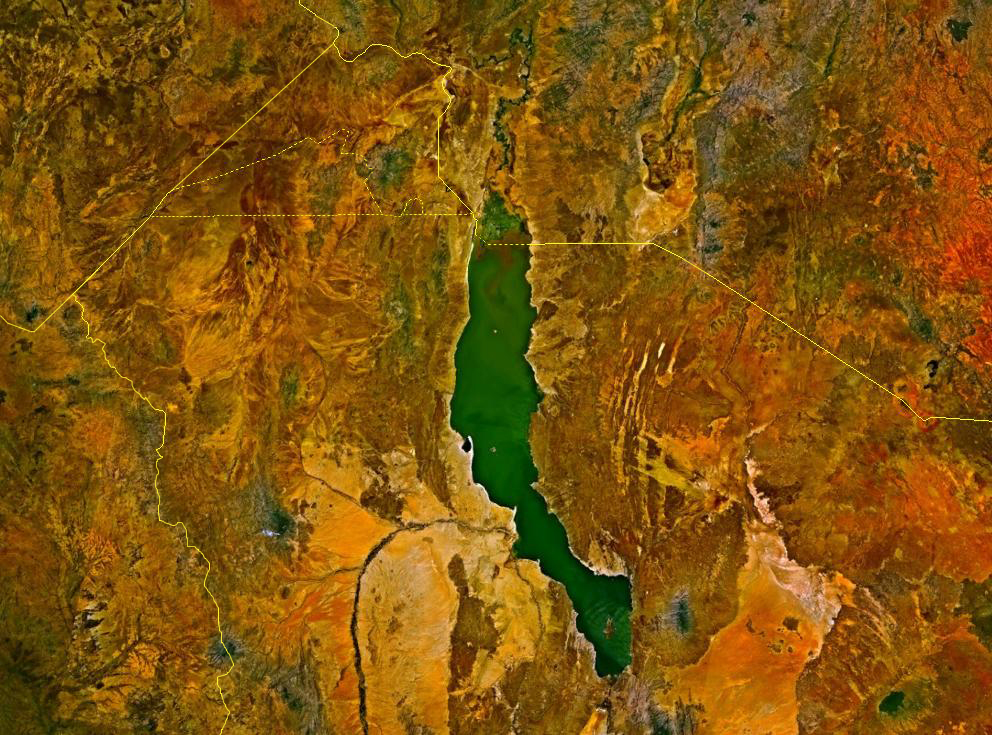
トゥルカナ湖の衛星写真

トゥルカナ湖は濃い塩分に適応した緑色の植物プランクトンが多いことから「翡翠の海」（Jade Sea）と呼ばれることもある。この湖はナイルパーチやティラピアなどの魚が生息する他、アフリカ最大のナイルワニの生息地でもあり、およそ14000頭が生息している。周囲が乾燥している地域での貴重な水場であるため、渡り鳥の中継地としても重要である。ライオン、チーター、キリンなどの哺乳類も見かけられる。テレキの報告書では多く見られたとされるゾウやサイは現在ではほとんど見ることができない。トゥルカナ湖国立公園群は、現在ユネスコの世界遺産に登録されている。シビロイ国立公園は湖の南岸にあり、セントラルアイランド国立公園とサウスアイランド国立公園は湖の中にある。湖の中にある2つの公園は、ワニの繁殖地として知られている。

## 古人類
200から300万年前、この湖はもっと広く肥沃な湖であり、化石人類の生活の中心であったと考えられている。リチャード・リーキーはこの周囲で人類の進化を知る上で重要な発見をしている。200万年前のホモ・ルドルフエンシスの化石である"1470番頭蓋"は1972年に発見された。最初はホモ・ハビリスと同一の物と考えられていたが、人類学者たちの検証により新しい種であると判断された。ホモ・ルドルフエンシスの名称は湖の当時の名前であるルドルフ湖にちなんでいる。1984年にコモヤ・キメウはホモ・エルガスターのほぼ完全に近い化石のトゥルカナ・ボーイを発見した。近年では、ミーヴ・リーキーが350万年前の頭蓋骨を発見している。